# Attention Deficit
| Recensione | Giudizio |
| ---------- | -------- |
| AllMusic   |          |

Attention Deficit è il primo album discografico in studio del rapper statunitense Wale, pubblicato nel 2009.

## Il disco
Il disco è stato pubblicato il 10 novembre 2009 dalle etichette Allido Records e Interscope Records.
La data di pubblicazione del disco era programmata per il 22 settembre 2009 ma è stata poi posticipata prima ad ottobre e poi a novembre a causa della volontà di Wale di partecipare ad un tour con Jay-Z, N.E.R.D e J. Cole.
Al lato di produzione dell'album hanno collaborato tra gli altri Mark Ronson, Cool & Dre, The Neptunes e David Sitek. Al lato artistico hanno partecipato diversi esponenti del mondo pop e hip hop tra cui Lady Gaga e Pharrell.
Tre sono stati i brani estratti dal disco e pubblicati come singoli: Chillin (14 aprile 2009), World Tour (settembre 2009) e Pretty Girls (ottobre 2009).
Per quanto riguarda le vendite, il disco ha raggiunto la posizione #21 della classifica Billboard 200.

## Tracce
1. Triumph – 2:25
2. Mama Told Me – 3:37
3. Mirrors (feat. Bun B) – 4:17
4. Pretty Girls (feat. Gucci Mane & Weensey) – 4:11
5. World Tour (feat. Jazmine Sullivan) – 3:47
6. Let It Loose (feat. Pharrell) – 4:49
7. 90210 – 3:21
8. Shades (feat. Chrisette Michele) – 3:56
9. Chillin (feat. Lady Gaga) – 3:24
10. TV in the Radio (feat. K'naan) – 3:20
11. Contemplate – 3:33
12. Diary (feat. Marsha Ambrosius) – 4:31
13. Beautiful Bliss (feat. Melanie Fiona & J. Cole) – 5:04
14. Prescription – 3:27

## Classifiche
| Classifica (2009)         | Posizione raggiunta |
| ------------------------- | ------------------- |
| US Top R&B/Hip-Hop Albums | 3                   |
| US Top Rap Albums         | 2                   |
| US Billboard 200          | 21                  |